# Томас Кристиансен
Томас Кристиансен Тарин (на датски: Thomas Christiansen Tarín) е бивш испански футболист, играл като нападател, и настоящ старши треньор на Лийдс Юнайтед.

## Личен живот
Томас Кристиансен е роден в датския град Хадсун. Баща му е датчанин, а майка му – испанка. Започва да тренира футбол в Дания, в тима на Аведьор. След това е част от детско-юношеските школи на Брьонбю и Хвидовр, когато получава предложение от Реал Мадрид. Кристиансен преминава пробен период в „Кралския клуб“, но след като семейството му отказва да го пусне, той се завръща в Дания. Присъединява се към Б.93, и след като бележи 4 гола в един мач, получава предложение от Барселона, което приема.

## Кариера

### Кариера като футболист

#### Клубна кариера
През 1991 Кристиансен се присъединява към академията на Барселона. До 1996 г. изиграва 60 мача за втория отбор на „Каталунците“, но така и не успява да запише минути за представителния тим. Между 1993 и 1995 г. играе под наем в тимовете на Спортинг Хихон, Осасуна и Расинг Сантандер. В рамките на сезон 1996/97 е играч на Овиедо. След това преминава в тогава втородивизионния Виляреал. През първия си сезон става голмайстор на тима и му помага да спечели промоция за Примера Дивизион. Следващият сезон обаче е слаб, и след като „Жълтата подводница“ изпада, Кристиансен напуска. Започва сезон 1999/2000 в нискоразрядния тим на Тераса, но през зимната пауза преминава в гръцкия Паниониос. Първата половина на следващия сезон прекарва в датския Херфьолге, а след това е трансфериран във втородивизионния немски Бохум. За 78 мача бележи 36 гола, с което се превръща в голмайстор на тима. Добрите му игри не остават незабелязани, и след като Бохум печели промоция за Първа Бундеслига, Кристиансен е трансфериран в Хановер 96, където три години по-късно приключва кариерата си.

#### Национален отбор
Въпреки че има и датско гражданство, Кристиансен избира да играе за Испания. Между 1992 и 1995 играе за младежкия национален отбор до 21 години. През 1993 записва и два мача за мъжкия отбор, но не успява да се наложи като титуляр, и никога повече не играе за Ла фурия.

### Кариера като треньор
От февруари до октомври 2013 година е част от щаба на Луис Мила в Ал-Джазира в ОАЕ.

#### АЕК Ларнака
През февруари 2014 г. е назначен за старши треньор на кипърския АЕК Ларнака, където спортен директор е бившият му съотборник от Барселона Хавиер Рока. Под негово ръководство резултатите на АЕК се подобряват, и до края на сезона успява да изкачи тима до втората позиция в крайното класиране. До този момент това е най-доброто класиране на тима в историята му. В Лига Европа обаче не успява да сътвори чудо, и отпада след поражение с 0:4 от Бордо. Сезон 2014/15 е също успешен, като воденият от Кристиансен отбор до последно води борба за титлата с АПОЕЛ Никозия, но губи в последния кръг. След като записва още един успешен сезон начело на отбора от Ларнака, Кристиансен е поканен да застане начело на АПОЕЛ Никозия.

#### АПОЕЛ Никозия
На 21 май 2016 г. е обявен за треньор на АПОЕЛ Никозия.
В Шампионската лига през сезон 2016/17 отстранява последователно уелския Дъ Ню Сейнтс и норвежкия Русенборг. Датския шампион Копенхаген обаче се оказва непреодолимо препятствие, и АПОЕЛ губи борбата за влизането в Групите на Шампионската лига. В Груповата фаза на Лига Европа попада в група с гръцкия гранд Олимпиакос, Йънг Бойс и Астана. Записвайки 4 победи и 2 загуби в общо 6 мача, АПОЕЛ печели групата. На 1/16-финалите съперник е Атлетик Билбао. На испанска земя губи с 2:3, но след победа с 2:0 в реванша на кипърска земя, АПОЕЛ продължава. На 1/8-финалите се изправя срещу белгийския Андерлехт. След две поражения с 0:1, отборът от Никозия отпада.

#### Лийдс Юнайтед
На 15 юни 2017 година е обявен за треньор на състезаващия се в Чемпиъншип отбор на Лийдс Юнайтед.

## Успехи

### Като футболист
Барселона
- Носител на Суперкупата на УЕФА (1): 1992

 Бохум
- Бронзов медалист от Втора Бундеслига (1): 2002/03

### Като треньор
АЕК Ларнака
- Вицешампион на Кипър (2): 2014/15, 2015/16

 АПОЕЛ Никозия
- Шампион на Кипър (1): 2016/17